# 木幡駅 (京阪)
木幡駅（こわたえき）は、京都府宇治市木幡西中にある、京阪電気鉄道宇治線の駅。駅番号はKH74。
京阪の駅名は「こわた」だが、近隣にあるJR西日本奈良線の木幡駅は「こはた」と、それぞれ読み方が異なる。また、駅周辺の一部地名には「こばた」と読むものもある。

## 歴史
京阪宇治線開業と同時に設置された駅、周辺が宇治川と山科川と合流する扇状地帯で駅西側に木幡池がある水害多発地帯だった。現在のように宇治川の堤防が強化され、山科川の堤防設置と宇治川との合流地点を桃山南口駅の西側移設されたのは昭和になってからだった。

### 年表
- 1913年（大正2年）6月1日：京阪宇治線開業と同時に設置。
- 1917年（大正6年）10月1日：大正大洪水で山科川堤防が破堤浸水[1]。
- 1934年（昭和9年）9月21日：室戸台風により停電、同月27日までに再開[2]。
- 1935年（昭和10年）8月11日：京都水害で被災、同月13日再開[3]。
- 1943年（昭和18年）10月1日：会社合併により京阪神急行電鉄の駅となる。
- 1949年（昭和24年）12月1日：会社分離により京阪電気鉄道の駅となる。
- 1951年（昭和26年）
  - 7月：梅雨前線の影響で11－16日にかけの豪雨で山科川が氾濫し、駅と周辺が浸水する[4]。
  - 11月15日：改築[5]。
- 1953年（昭和28年）9月25日：台風13号で宇治川から逆流した水で山科川が氾濫し、駅と周辺が浸水する。10月1日に仮復旧し運行を再開する[6]。
- 1959年（昭和34年）8月13日：前線性の豪雨で山科川が破堤、駅と周辺が浸水する[7]。
- 1961年（昭和36年）9月16日：第2室戸台風により駅と周辺が浸水する。
- 1965年（昭和40年）9月17日：台風24号で山科川が氾濫、駅と周辺に避難勧告が発令され周辺家屋400軒以上浸水する[8]。
- 1981年（昭和56年）4月6日：宇治行き駅舎建て替え[5]、自動券売機を2基を新設[9]、プラットホームに視覚障害者用誘導ブロックを新設[10]。
- 1998年（平成10年）
  - 2月27日：構内踏切を廃止[5]。
  - 4月：上下線各ホームに車イス用のスロープを設置[11]。

## 駅構造
相対式2面2線のホームを持つ地上駅で、上下線ホーム双方の宇治寄りに小さな駅舎がある。宇治方面の改札口には早朝深夜を除き、駅員が配置されている。
かつては宇治方面ホーム側と中書島方面へ行き来するための構内踏切があった。中書島方面ホームの改札口が朝の通勤時間帯以外使用されていなかったためだが、自動改札機の設置を機に中書島方面ホーム側の改札口も終日使用されるようになったため踏切は廃止され、駅構内においてホーム同士を行き来することは出来なくなった。

### のりば
| 番線 | 路線    | 方向 | 行先       |
| ---- | ------- | ---- | ---------- |
| 1    | ■宇治線 | 上り | 中書島方面 |
| 2    | ■宇治線 | 下り | 宇治方面   |

- ホーム有効長は5両。

## 利用状況
- 2009年11月10日の乗降人員は6,402人であった[13]。
- なお、近年の11月第2火曜日の乗車人員は以下の通りである[14]。
  - 2003年 - 3,438人
  - 2004年 - 3,421人
  - 2005年 - 3,381人
  - 2006年 - 3,236人
  - 2007年 - 3,271人
  - 2008年 - 3,279人
  - 2009年 - 3,244人
  - 2010年 - 3,208人
  - 2011年 - 3,115人
  - 2012年 - 3,126人
  - 2013年 - 3,099人
  - 2014年 - 3,129人
  - 2015年 - 2,970人
  - 2016年 - 2,902人
  - 2017年 - 2,967人
  - 2018年 - 2,978人
  - 2019年 - 2,899人

## 隣の駅
京阪電気鉄道
宇治線
六地蔵駅 (KH73) - 木幡駅 (KH74) - 黄檗駅 (KH75)
- 括弧内は駅番号を示す。